# 이자나기판

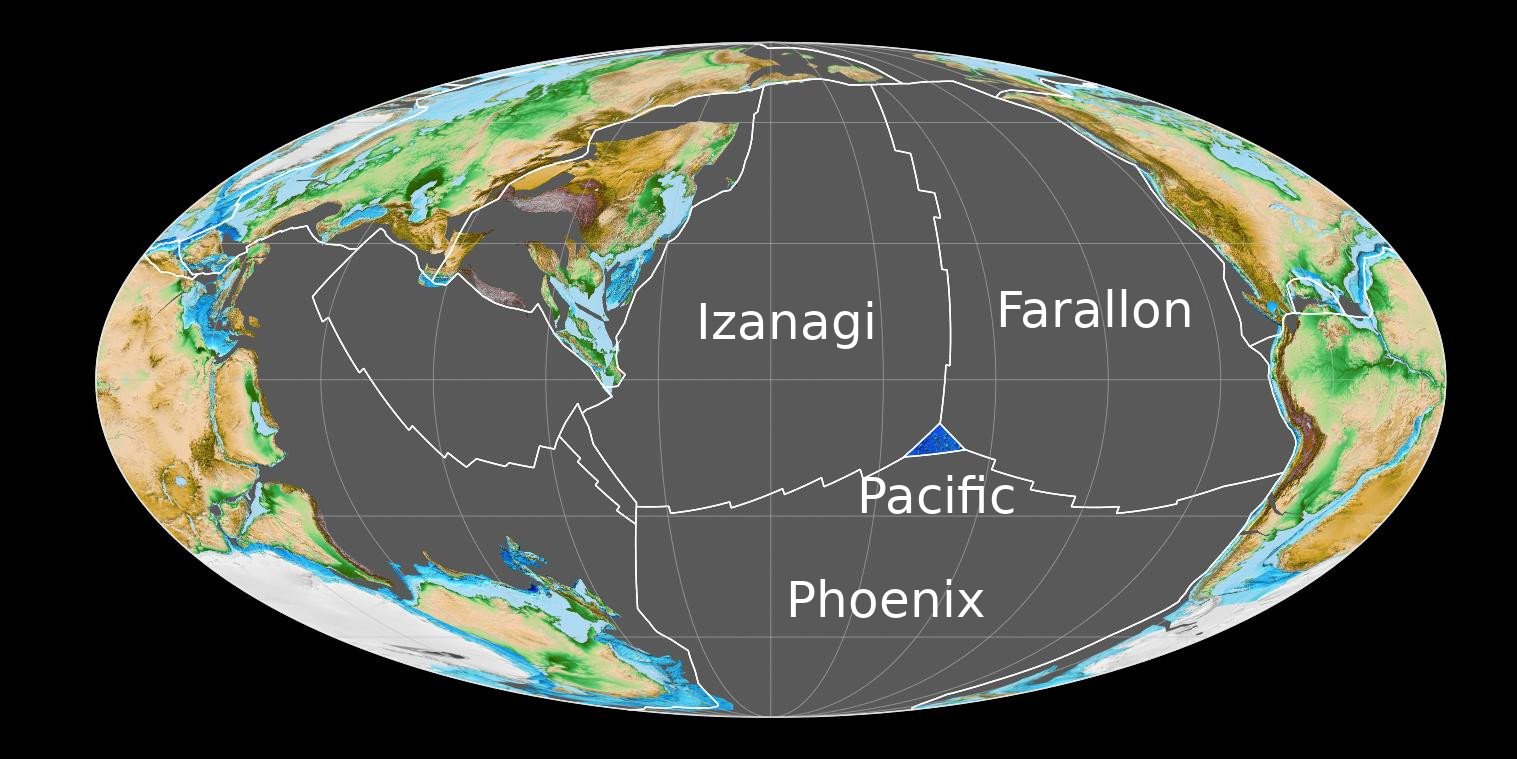
쥐라기 전기인 약 1억 8천만년 전의 태평양. 가운데에 막 융기가 시작된 태평양판이 있으며 주변에 태평양을 덮고 있는 이자나기판, 패럴론판, 피닉스판이 보인다.

이자나기판은 백악기 후반 무렵에 존재했던 판이다. 일본 열도의 원형을 만들었기 때문에, 일본 신화에서 일본 열도를 만든 신 이자나기에서 유래된 이름을 붙였다.

## 개요
이 판은 중생대 백악기 1억 3천만 ~ 1억 년 전에 현재의 북서 태평양에 해당하는 지역에 존재했다. 판은 북동쪽으로 운동하여 현재 중국 남부 부근에 있던 섬을 이동시켜 중국 북동부에 충돌시켰다. 이것이 일본 열도의 원형이며, 주오 구조선이 그 때의 충돌 흔적으로 추정된다. 산바가와 변성대를 비롯하여 서일본의 지질에 큰 영향을 미치고 현재의 홋카이도 중앙부를 종단했다.
그 후 이자나기 판은 북서쪽으로 움직여 매년 20 ~ 30cm의 빠른 속도로 아시아 대륙 아래에 침강하였다. 약 6000만 년 전 팔레오세 무렵에는 완전히 매몰되어 소멸했다.

## 같이 보기
- 판
  - 쿨라판
  - 패럴론판